# Дивіться — небо
«Дивіться — небо» (рос. «Смотрите — небо»; також, відомий як «Дивіться, небо!») — радянський короткометражний чорно-білий фільм 1962 року, курсова робота режисера Елема Климова за сценарієм Софії Давидової; дипломна робота операторів М. Василькова і Д. Масуренкова (майстерня Л.В. Косматова). Як і в іншому студентському фільмі Климова «Жиних», головні ролі виконують діти.

## Сюжет
На літніх канікулах школярі потай від дорослих будують у старому сараї ракету, щоб хтось із них полетів у космос. Мішка приніс мотор для ракети, Юля потягла з дому скарбничку-собаку і обміняла на пляшку «реактивного палива». Ще в будівництві ракети беруть участь Боря і Петя, а маленький дошкільник Алька іноді вартує зовні, щоб попередити про небезпеку.
Одного разу мама Мішки каже йому, що з їхньої затії нічого не вийде, і пропонує йому пограти з моделями кораблів — вона наллє повну ванну води й пофарбує синькою, це буде море. Мишка загоряється цією ідеєю, Боря і Петя теж радіють нею, однак Юля називає їх зрадниками і не хоче скасовувати запуск ракети. Вона пропонує, щоб летів Алька, він найменший і влізе в ракету. Хлопці дізнаються, що наступного дня сарай вирішено ламати, і виліт призначено на ранок.
Увечері Алька їде на ліфті до себе додому й уже уявляє, неначе він у космічному польоті. Він збирає необхідні для подорожі речі. Хлопці знаходять біля ракети записку від Мішки, що він забрав мотор, однак вони не говорять Альці. Вранці Юля відволікає двірника і чоловіків, які прийшли зносити сарай, поки Алька сідає в ракету. Боря і Петя «запускають» ракету і намагаються відкрити дах сараю. Нарешті, дверцята на даху розчиняються, і над ними — небо!

## У ролях
- Микола Кодін —  Алька
- Сергій Кокорєв — епізод
- Юрій Чумаков — епізод
- Наталія Чечоткіна —  Юля
- Андрій Фрідман — епізод
- Олександр Портнягин — епізод
- Олег Іонов — епізод
- Олександра Попова — епізод
- Володимир Лебедєв —  двірник Омельянич
- Борис Чукаєв — епізод
- Ілля Рутберг —  скрипаль
- Лев Круглий —  батько Альки

## Знімальна група
- Режисер —  Елем Климов
- Сценарист — Софія Давидова
- Оператор — Микола Васильков, Дмитро Масуренков
- Композитор —  Євген Стіхін